# Careproctus roseofuscus
Careproctus roseofuscus és una espècie de peix pertanyent a la família dels lipàrids.

## Descripció
- Fa 35 cm de llargària màxima.[5][6]

## Depredadors
A les illes Kurils és depredat per Polypera simushirae.

## Hàbitat
És un peix marí i batidemersal que viu entre 72 i 1.950 m de fondària.

## Distribució geogràfica
Es troba al mar d'Okhotsk.

## Observacions
És inofensiu per als humans.